# Miche-Guerciotti
Miche-Guerciotti is een Italiaanse wielerploeg. Miche is sinds 2003 actief in het profpeloton en neemt sinds 2005 deel aan de UCI Europe Tour, de Europese tak van de continentale circuits van de UCI. In de afgelopen jaren kwam Miche ook uit onder Bulgaarse, Poolse en Sanmarinese licentie.
Voor Miche, dat gesponsord wordt door een Italiaanse fietsenfabrikant, rijden voornamelijk Italianen en Polen. Na 2006 verlieten veel renners het team, onder wie Bo Hamburger en de broers Sławomir en Seweryn Kohut. Wel werd de sprinter Krzysztof Szczawiński aangetrokken. In totaal reden er in 2007 zestien renners voor Miche.

## Bekende renners
- Massimo Giunti
- Giuseppe Di Grande
- Przemysław Niemiec
- Krzysztof Szczawiński
- Michael Rasmussen
- Fortunato Baliani
- Stefan Schumacher
- Davide Rebellin